# Il conte di Essex
Il conte di Essex (The Private Lives of Elizabeth and Essex) è un film del 1939 diretto da Michael Curtiz.
Pellicola incentrata sulla storia d'amore tra la regina Elisabetta I d'Inghilterra e il conte di Essex. Il soggetto è tratto dal dramma teatrale Elizabeth the Queen di Maxwell Anderson che fu un vero successo nei teatri di Broadway.

## Trama
Dopo aver sconfitto le truppe spagnole a Cadice, Robert Devereux, conte di Essex, si presenta dinnanzi alla regina Elisabetta, la quale invece di ricompensarlo, lo rimprovera pubblicamente per la sua ambizione.
Essex, pieno di rabbia nei confronti dalla sovrana che ama, si allontana dalla corte e vi fa ritorno mentre la regina deve prendere una decisione riguardo al disastroso conflitto in Irlanda. La regina vorrebbe Essex vicino a sé, ma lo stesso, stuzzicato nell'orgoglio, accetta la sfida di comandare l'esercito inglese per riconquistare l'Irlanda che sta cadendo sotto il controllo del Conte di Tyrone.
Dopo anni di battaglia, abbandonato dalla sovrana, senza viveri e munizioni, Essex è costretto alla resa e fa poi ritorno in Inghilterra marciando con il suo esercito verso il palazzo reale per conquistarne il trono.
Giunto di fronte alla regina senza spargimenti di sangue, per volontà della stessa, Essex capisce che in realtà una congiura di corte ha impedito che le lettere inviate da e per la regina arrivassero a destinazione. Chiaritisi su questo punto, i due si riappacificano ma sono comunque di fronte ad un bivio.
Elisabetta, pur amando Essex, non lo ritiene all'altezza del ruolo di re, in quanto troppo impulsivo. D'altra parte Essex confessa di amarla ma ancor di più di ambire al potere, tanto più che si è sempre ritenuto pari a lei e sente di dover sfruttare la popolarità di cui gode.
La regina, ingannandolo, lo arresta e lo fa rinchiudere nella Torre di Londra condannandolo a morte.
Alla vigilia dell'esecuzione Elisabetta cerca un modo per salvare il suo amato Robert che però, schiavo della propria ambizione, non chiede la grazia e non accetta compromessi, guadagnandosi il patibolo.

## Produzione
La pellicola venne prodotta dalla Warner Brothers che si servì dei migliori professionisti a disposizione, permettendo anche di girare la pellicola a colori, procedimento allora estremamente costoso, non a caso tra le cinque candidature Academy Award c'è anche quella per la migliore pellicola a colori. Il film divenne la produzione più importante degli studios ed ebbe un ritorno economico enorme.

### Cast
Bette Davis ebbe in seguito modo di ricordare le difficoltà del suo ruolo nel film. Entusiasta di interpretare il ruolo di Elisabetta (lo reinterpretò in età avanzata nella pellicola del 1955 Il favorito della grande regina), l'attrice fece pressioni per assegnare il ruolo del conte di Essex all'attore britannico Laurence Olivier ma la major si oppose perché non intendeva rischiare affidando un ruolo primario ad un attore ancora sconosciuto negli Stati Uniti.
Quando seppe che il ruolo sarebbe stato assegnato ad Errol Flynn, la Davis protestò animatamente, poiché non aveva grande stima per le doti sceniche e recitative di questo attore, con il quale aveva lavorato un anno prima nella pellicola Io ti aspetterò (1938), giudicandolo troppo approssimativo nel preparare i suoi personaggi.
In effetti il personaggio del furfante damerino creato da Flynn piacque molto al pubblico ma non alla critica che lo stroncò non giudicandolo all'altezza del suo ruolo.
Bette Davis ed Olivia de Havilland in seguito recitarono insieme altre due volte: nel film In questa nostra vita (1942) e, per la terza ed ultima volta, in Piano... piano, dolce Carlotta (1964).